# Idjwi
Idjwi (en francés: île Idjwi) es una isla en medio del lago Kivu, perteneciente a la República Democrática del Congo. Con sus 40 km de longitud y una superficie de 285 km², es la segunda mayor isla interior de África, tras Ukerewe. Idjwi se encuentra casi equidistante entre la RDC y Ruanda, con 10 a 15 km separando la costa occidental de la isla con la RDC y similar distancia entre su costa oriental y el litoral ruandés. El extremo sur de Idjwi, sin embargo, está a sólo 1 kilómetro de un promontorio de la costa de Ruanda. 
En 1996, la isla tenía una población de 112.000 congoleños y 46.000 refugiados ruandeses, lo que representa un disparo demográfico en comparación a los 50.000 habitantes de Idjwi en 1983. La mayor parte de la población se dedica a actividades agrícolas.